# Нарсе
Нарсе — царь царей (шахиншах) Ирана, правил в 292-293 / 300-301 годах. Представитель династии Сасанидов. Сын Шапура I.
Являясь прямым потомком основателя сасанидской державы Ардашира Папакана, он смог вступить на престол лишь на склоне лет, будучи не раз обойдённым своими более удачливыми родственниками. Когда Нарсе всё же добился своей цели и, наконец, возложил на себя корону «царя царей Ирана и не-Ирана», то не смог добиться каких-то значительных успехов, и годы его правления стали временем упадка империи Сасанидов.

## Биография

### Имя
Имя Нарсе, возможно, произошло от древнеиранского имени *naryasa(n)ha- , означающего «мужская похвала». Надпись Шапура I на так называемой «Каабе Зороастра» (ŠKZ) и надпись Нарсе в Пайкули (NPi) пишут имя Нарсе следующим образом: пехл. Nrshy и парф Nryshw. В греческой версии надписи Шапура есть Narsaiēs или Narsaios. Однако в других греческих источниках есть Narsēs (др.-греч. Ναρσῆς); в других языках имя передаётся как: лат. Narseus; сир. NRSY; арам. Narsi; арм. Nerseh; копт. Narsaph, но также и Narseos.

### Предыстория захвата власти Нарсе
В правление своего отца Шапура I Нарсе правил «Индом, Сакастаном и Тураном вплоть до побережья моря», как гласит надпись Шапура на «Каабе Зороастра». Доверие Шапуром этой обширной территории Нарсе свидетельствует о его вере в способность своего сына править. В качестве наместника, Нарсе, вероятно, играл «ключевую роль в сасанидской восточной политике». Затем начиная примерно с 276 года Нарсе был «Великим царём» Армении.
Шахиншахом Ирана Нарсе стал в результате мятежа. Кризис власти в династии Сасанидов назревал уже давно. Вероятно, чётких правил престолонаследия у первых Сасанидов не было. Зороастрийский обычай предполагал наследование старшим в роде. Но эта традиция соблюдалась не всегда. Уже после смерти Шапура I к власти пришёл его сын Ормизд-Ардашир, не до конца известно, был ли он старшим сыном, а не был назначен своим наследником самим Шапуром. После смерти Ормизда в 274 году равное право на престол имели два оставшихся в живых сына Шапура — Бахрам I, тогда правитель (царь) Кермана и Нарсе, по-видимому, в это время ещё правивший Сакастаном. Престол достался Бахраму I и уже тогда не обошлось без столкновения, пока скрытого, различных придворных группировок. Кризис особенно обострился после смерти Бахрама I в 276 году,когда в обход преимущественных прав Нарсе, на престол был возведён юный сын Бахрама I — Бахрам II. В скором времени, тот, желая закрепить право на престол за своим потомством, провозгласил наследником своего недавно родившегося сына Бахрама III. Нарсе стал «Великим царём» Армении — наиболее важного царства в политическом отношении, «ключа» к восточноримским провинциям, где была сосредоточена основная масса войска. Власть над Арменией досталась Нарсе как компенсация — ведь его обошли при передаче царства.

### Мятеж Нарсе

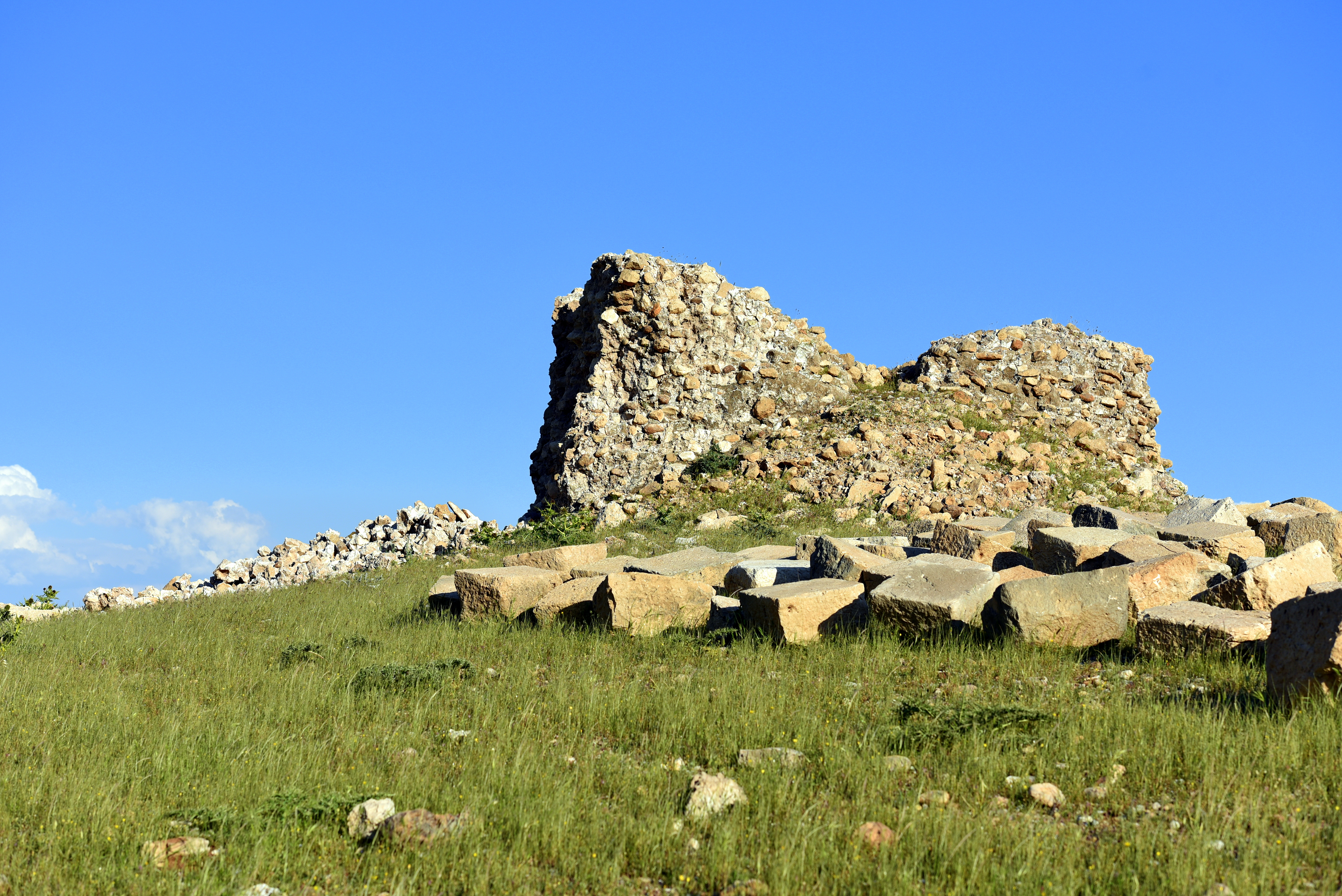
Руины башни Нарсе в Пайкули. Рядом с деревней Баркал, перевал Пайкули, Сулеймания, Иракский Курдистан.
Эта башня, возведённая Нарсе, видимо, отмечает то место, где Нарсе, двигающийся из Армении, был встречен персидской знатью и провозглашён царём. На башне был написан двуязычный текст на среднеперсидском и парфянском языках, прославляющий приход к власти Нарсе. В отличие от надписи Шапура I на так называемой «Каабе Зороастра», греческий язык в этой надписи не использовался. Это последняя надпись, где задействован парфянский язык

В 293 году умер Бахрам II, и его сторонники при дворе во главе с верховным жрецом Картиром и фраматаром (букв. «отдающий приказы», то есть визирь) Вахунамом возвели на престол его сына Бахрама III, до этого бывшего царём Сакастана. Это вызвало немедленную реакцию Нарсе, которого во второй раз попытались отодвинуть от престола. Надпись в Пайкули, на камнях ныне разрушенного здания (поэтому сильно повреждённая и понятная лишь частично), составленная самим Нарсе, так описывает данные события:

«[Я, поклоняющийся Мазде, владыка Нарсе,] царь [царей] Ирана и не-Ирана, происходящий [от богов, сын поклоняющегося Мазде] владыки Шапура, царя [царей] Ирана и не-Ирана, [внук происходящего от богов владыки Ардашира,] царя царей. Монумент [этот (?) … мой,] Нарсе. И мною этот монумент вот для чего сделан… (ЛАКУНА) Я был царём Армении и Армению хранил. Бахрам, царь царей, сын Бахрама… умер, и Вахунам, сын Татроса [из-за] своей лживости и [ведомый] Ахриманом и дэвами, повязал диадему Бахраму, царю саков, и об этом событии ни мне, ни [харгупату и] царевичам не сообщил. (ЛАКУНА)… Ни у вельмож и азатов, ни у персов и парфян он не спросил …(ЛАКУНА)… о том, что он с самого начала желал [Бахраму], царю саков, повязать на голову диадему … И тех, кто был не согласен [с этим, шахрдаров и царевичей], знать и азатов — он убил их и их дома разорил. (ЛАКУНА)… и захватил их земли. И поскольку мой дастакерт был прочен, царь саков разрушить его собрался, и сам [намеревался это сделать]. И тогда и знатные вельможи, [и персы, и парфяне], и другие, кто были [на границах Асурестана, сообщили] Вахунаму и [царю саков, сказав] так: [Нарсе, царь Армении] — более всего подходит для царствования в Иране. (ЛАКУНА) … Вахунаму же и царю [саков] такое слово и наказ были даны, чтобы они …(ЛАКУНА) … и согласились на царствование Нарсе, ибо Нарсе происходил из рода Сасанидов, и люди всего владения армянского царя [считают] самым великим и первейшим, и страной [он должен] править. И затем уповал я … (ЛАКУНА) Теперь я сделаю, чтобы было установлено моё царствование и Ираншахр [стал процветающим]». 

### Победа восставших

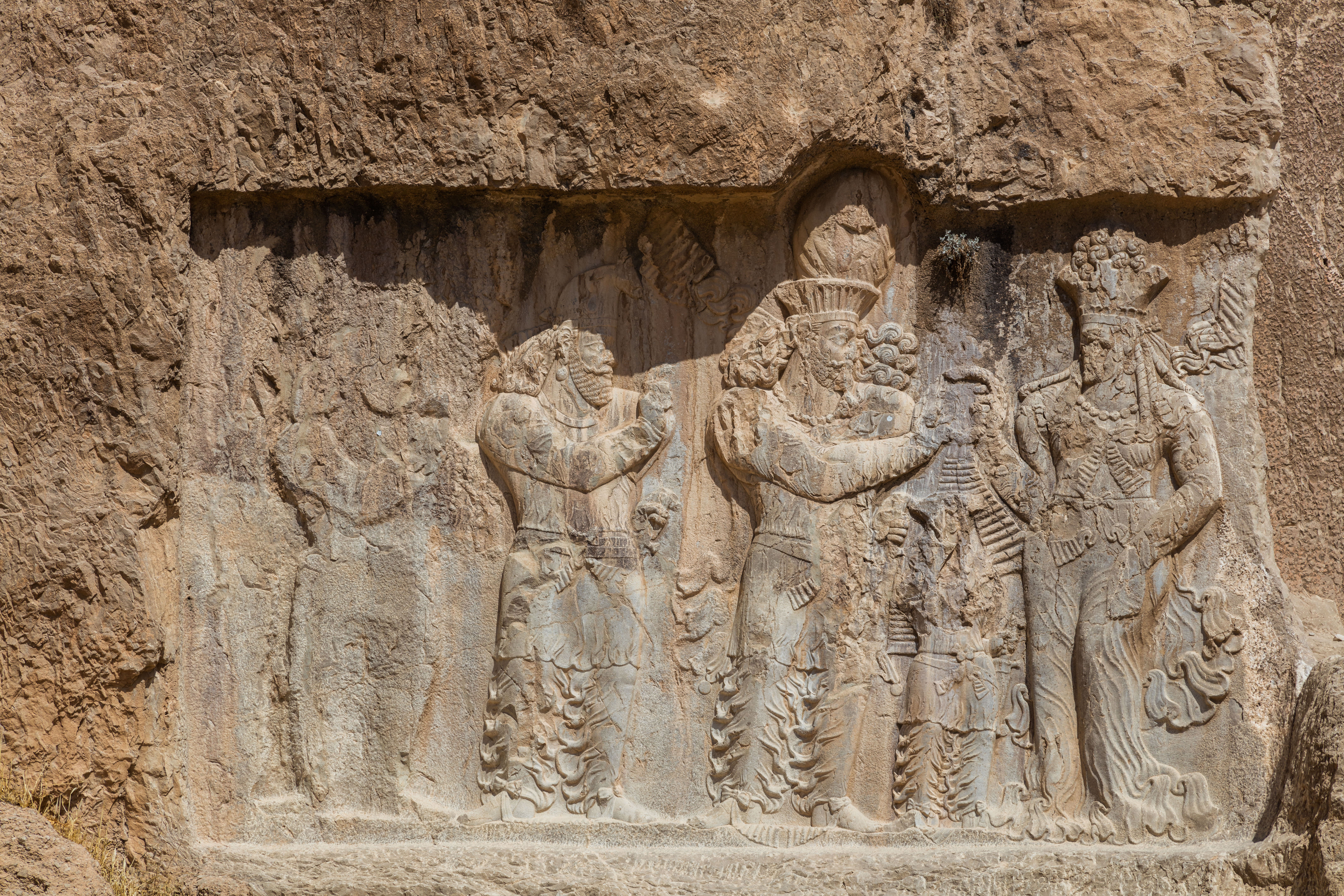
Инвеститурный рельеф царя Нарсе, высеченный на скалах в Накше-Рустам, возле гробницы Дария I Великого. Царь (вторая крупная фигура справа) получает кольцо власти в виде диадемы от женской фигуры. Между ними стоит молодой царевич. Слева за спиной царя находятся ещё две фигуры. Нарсе получает власть не из рук Ахурамазды, а от женщины: она может быть богиней вод, семьи и плодородия Анахитой, а по мнению других историков, женой царя Шапурдохтак. Фигура, стоящая позади Нарсе, скорее всего, является наследным царевичем Ормиздом, поскольку его головной убор имеет форму протома животного (лошади), которую обычно носили сасанидские наследники. Справа от инвеститурного рельефа Нарсе была выравнена большая по площади стена, для, видимо, последующего размещения триумфального рельефа Нарсе, прославляющего его победу над римлянами. Однако, поскольку войну с римлянами Нарсе проиграл, эта площадка так и не была задействована

Нарсе, решившийся на восстание, двинулся из Армении в Асурестан (то есть Северную Месопотамию, бывшее царство Ассирия) — «во имя Ахурамазды, и всех богов, и Анахиты, госпожи». Послания Нарсе владыкам пограничных областей, тем, «кто раньше этого признавал [моё право на престол] в Ираншахре», и уверения, что намерения Нарсе — «установить порядок и защиту, а не скверну», дали возможность собрать большие силы. На стороне Нарсе была армия: от того, будет ли во главе государства сильный шахиншах, зависели служба и доходы и высших военачальников, и простых солдат. К тому же «великий царь Армении» сосредоточил в своём уделе во время войны с Римом крупные силы, среди которых наверняка были всецело преданные ему полки. Даже хазарапат (начальник царской гвардии) Ардашир, до недавнего времени занимавший исключительно высокое положение при дворе, предпочёл перейти на сторону Нарсе. В борьбе за престол Ирана «царь Армении» Нарсе мог рассчитывать на поддержку владетелей западных областей страны, граничащих с римскими провинциями, ибо только сильная центральная власть могла обезопасить эти области от римского вторжения. Решительной опорой Нарсе была большая часть придворной знати, которую возглавил харгупат (глава ведомства налогообложения) Шапур. Интересно, что среди вельмож, поддержавших Нарсе, упомянут и «магупат Ахурамазды» Картир. Ведь этот верховный жрец был одним из виднейших пособников возведения на трон Бахрама II, в правление которого он носил титул «хранитель души (то есть духовник) Бахрама», был «владыкой» родового храма Сасанидов — храма Анахиты. Не совсем понятно, что заставило его предать сына Бахрама II Бахрама III. Возможно у него возникли разногласия с визирем Вахунамом. Однако, Картир, видимо, не сразу переметнулся в лагерь сторонников Нарсе и его имя стоит одним из последних в списке вельмож поддержавших мятеж Нарсе.
Видя всеобщую измену, визирь Вахунам запросил помощи у Атурфарнбага, царя Месены (Мешана), одного из главных врагов Нарсе, предлагая ему регентство над страной до совершеннолетия Бахрама III. Обращение именно к Атурфарнбагу весьма понятно — ведь именно Атурфарнбаг был ставленником Бахрама II. Несомненно, в острой ситуации, создавшейся в стране, он был предпочтителен на роль регента.

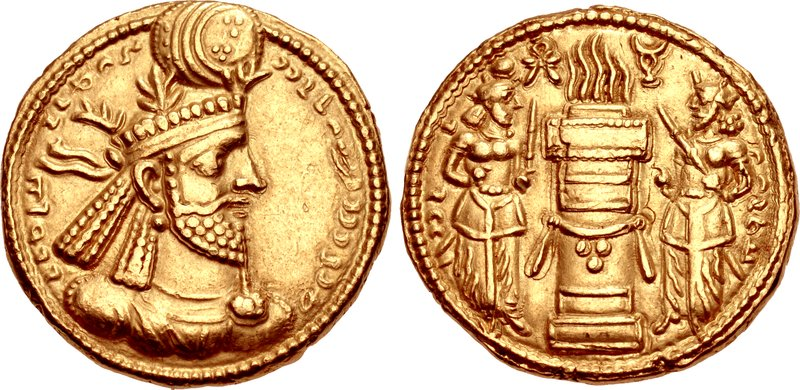
Динар Нарсе. Золото. 20 мм, 7,29 г

Первым из врагов Нарсе был схвачен и казнён Атурфарнбаг. Лакуны в тексте надписи в Пайкули не позволяют решить, где произошла решающая битва и произошла ли она вообще. Из текста как будто бы ясно, что после разгрома войска Атурфарнбага Вахунам, даже не вступая в Асурестан, бежал, его сторонники сдаются Нарсе, а самого Вахунама хватают и подвергают страшной казни. Малолетний «царь саков» Бахрам был казнён последним — как будто бы по решению совета нового шахиншаха.
Заканчивается надпись в Пайкули длинным перечнем тех, кто «лично ко двору явились», и тех, «кто прислал послов» по случаю коронации Нарсе. Среди прибывших упомянуты и римляне со своим императором, «ради почтения и мира явившиеся», и царь кушан, и ещё много разных царей и правителей разных частей государства Сасанидов и окрестных народов.
О повсеместной поддержке Нарсе упоминает и ат-Табари: «Когда его короновали, знать и благородные люди пришли и высказали свои благопожелания, а он пообещал им добра и назначил помогать ему в управлении. Он обходился с ними очень справедливо. В день прихода к власти он сказал: „Мы никогда не перестанем благодарить Бога за милость, оказанную нам“».
С приходом к власти Нарсе закатилась звезда «партии Картира». Новый шах был праведным зороастрийцем, но понимал необходимость ограничить власть жречества, вознёсшегося за годы правления Бахрама I и Бахрама II. Сан верховного жреца Анахиты в Истахре был возвращён Сасанидам, а в день своей официальной коронации Нарсе открыто послал магам вызов, приняв главу манихеев Инная. О направляемых государством гонениях на манихеев (и других незороастрийцев), чем так гордился Картир, не могло идти и речи.

### Рельефы

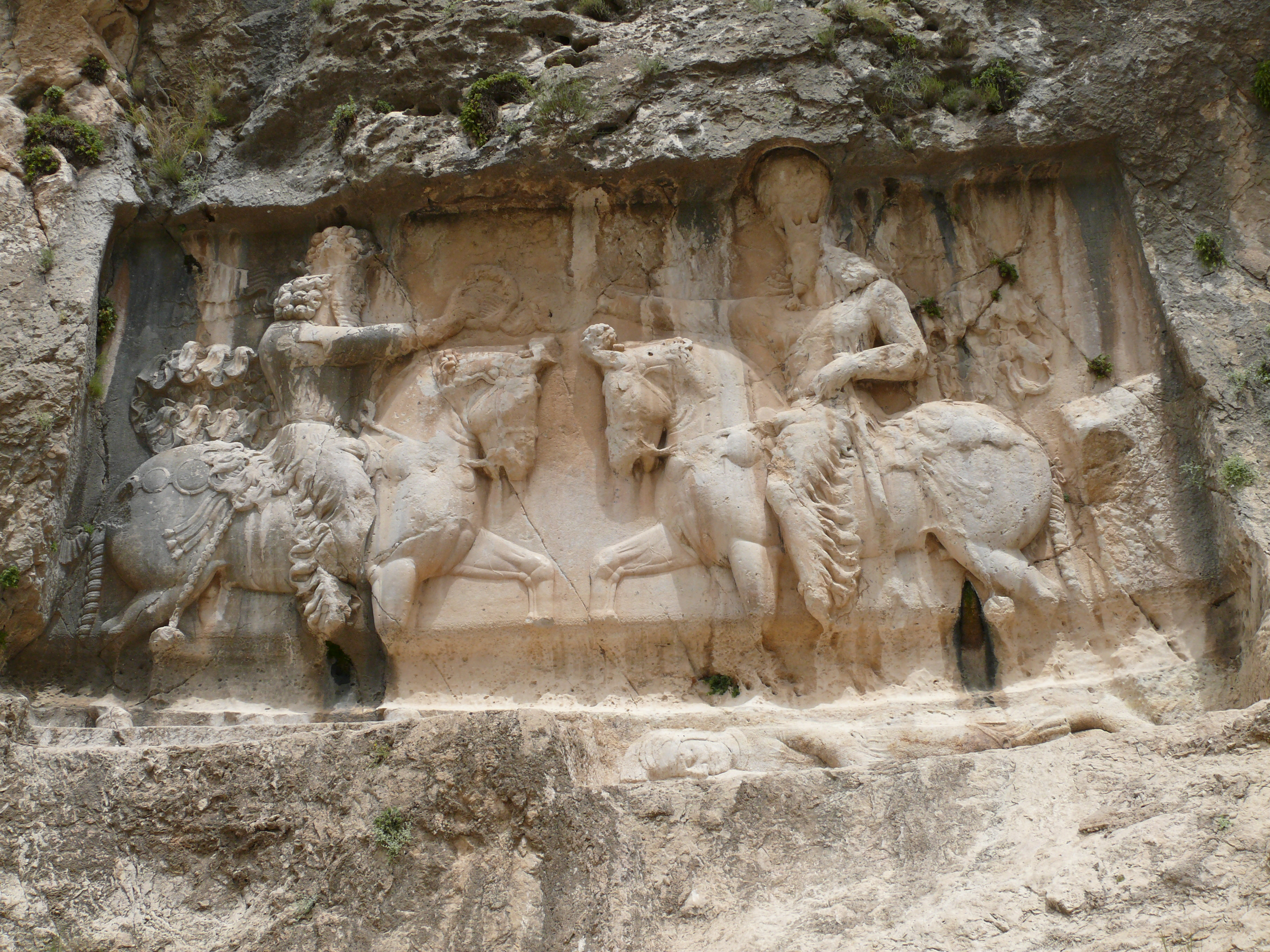
Инвеститурный рельеф Бахрама I, с последующими добавлениями Нарсе. Бишапур

Под Бишапуром сохранился рельеф на котором Ахура Мазда вручает царскую диадему шахинхаху. Нечёткая и неглубокая надпись высеченная в правом верхнем углу сообщает нам: «Это — изображение поклоняющегося Ахура Мазде владыки Нарсе, царя царей Ирана и не-Ирана, происходящего от богов, сына поклоняющегося Ахура Мазде владыки Шапура, царя царей Ирана и не-Ирана, происходящего от богов, внука поклоняющегося Ахура Мазде владыки Ардашира, царя царей». Размещение этой надписи на инвеститурном рельефе, который явно[стиль] изображает Бахрама I в его индивидуальной короне, выглядит нелепо[стиль]. К тому же фигура поверженного врага под копытами коня шахиншаха, судя не только по иконографическим деталям, но и по следам инструментов скульпторов, добавлена к рельефу позднее основной сцены, скорее всего одновременно с надписью Нарсе. Эта фигура, с оковами на ногах, одетая в определённую одежду (короткие штаны, заправленные в сапоги) и с кулахом (мужской войлочный колпак) на голове, должна была изображать, скорее всего, Бахрама III, «царя саков». Как и положено с его возрастом, побеждённый изображён молодым и безбородым. Видимо, Нарсе просто узурпировал рельеф Бахрама I, добавив на него свою надпись и изобразив поверженного Бахрама III.

### Войны с Римом
В начале правления Нарсе поддерживал дружеские отношения с Римом; римские послы засвидетельствованы присутствующими на дне коронации Нарсе, где они подтвердили свои мирные отношения с Ираном. Однако, в отличие от этого утверждения, война с Римской империей началась через три года. Причины приведшие к войне, видимо, были следующими. С римской точки зрения агрессивная политика первых двух сасанидских царей легла тяжёлым бременем на двусторонние отношения. Однако решающими факторами для нападения римлян могли быть прежние территориальные потери и неблагоприятный сдвиг в соотношении сил в месопотамо-армянских областях в 240-х и 250-х годах. С точки зрения Нарсе, усиление Римской империи (Strata Diocletiana и укрепление пограничных пунктов) создавало впечатление предстоящей войны. Кроме того, присутствие цезаря Галерия в его штаб-квартире в Никомедии должно было представлять угрозу безопасности персидских владений в Месопотамии и Армении. Можно предположить, что в конце лета 296 года Нарсе разместил свои войска на северо-востоке Месопотамии на персидской территории в ожидании нападения римлян.
Перед подавлением восстания в Египте Диоклетиан просил Галерия перейти границы Сирии в направлении Месопотамии для противодействия наступлению неприятеля. Нарсе мог быть побуждён определённым маршрутом похода Галерия напасть на римскую часть Месопотамии, чтобы его собственная имперская территория не подверглась войне. Если это так, то этот мотив, по-видимому, указывает на то, что Нарсе начал эту войну. Однако ответственность за это несёт не только Нарсе. Аммиан Марцеллин является единственным автором, который переносит первые военные действия в Армению: по его мнению, Нарсе был первым, кто напал на территорию Армении, которая подчинялась римскому праву. Предание Аммиана несовместимо с другими источниками; согласно его версии, Нарсе напал бы на территорию, которая уже была частью Сасанидской империи с 252 года. Более того, в надписи Нарсе и в других достоверных источниках нет ни намёков на раздел Армении, ни теории о том, что Нарсе был сделан наместником только в части Армении. Из содержащегося в надписи Пайкули упоминания о царе Армении Трдате (Тиридате) III как правителе, который в 293 году либо явился сам на церемонию воцарения Нарсе, либо прислал на неё своего эмиссара, можно примерно заключить, что по поводу правления в Армении было достигнуто какое-то соглашение, по которому Нарсе оставлял Армению, но за ним закреплялся статус шахиншаха Сасанидского государства. Однако, в 296 году, после укрепления своей власти, Нарсе вторгся в Армению, и Трдату снова пришлось спасаться у римлян.

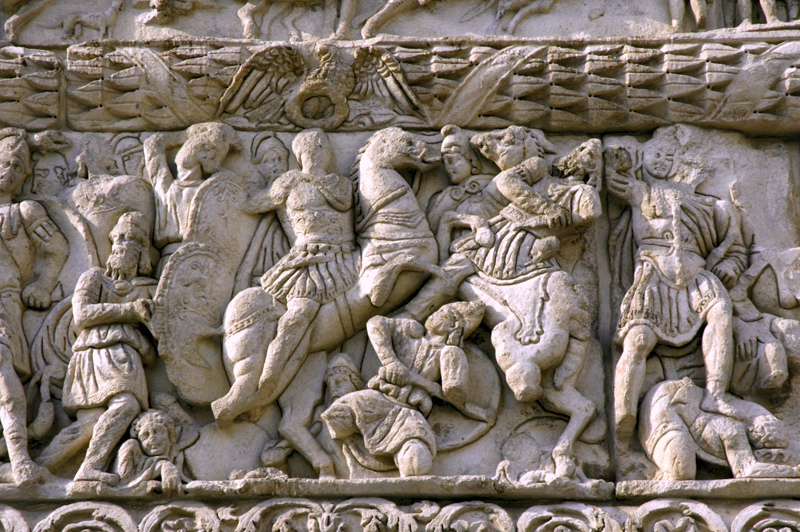
Нападение Галерия на Нарсе. Фрагмент из изображений на Арке Галерия в Салониках. Греция

Весной 297 года Нарсе в битве между Каллиником и Каррами одержал победу над цезарем Галерием, который самонадеянно с небольшим войском выступил против многочисленной армии шахиншаха. Разбитый Галерий бежал, бросив вверенные ему войска. Широко известна история о том, как, разгневанный неудачной кампанией на Востоке, император-август Диоклетиан заставил бежать за своей колесницей младшего соправителя цезаря Галерия, одетого в парадное императорское облачение.
Весной 298 года армию Галерия пополнили новыми легионами, набранными из ветеранов и новобранцев в Иллирии и Мёзии. После этого император с 25-тысячным войском начал наступление на владения персов через Армению. Рельеф местности в Армении был благоприятен для римских легионов, но неудобен для действий персидской кавалерии. Кроме того персы, по своему обыкновению, отправились на войну со всеми своими домочадцами и были отягощены многочисленными обозами и захваченным добром, что также снижало манёвренность их войска. Внезапно напав на их лагерь у Саталы, армия Галерия нанесла персам сокрушительное поражение. Нарсе был ранен и бежал, но в руки римлян попали его жена Арсана, сёстры и дети. Также захватили они бесчисленное множество персидской знати и богатейшую казну. Как далеко римляне преследовали своего разгромленного врага, не известно, но, поскольку Галерий присоединился к своему августу Диоклетиану в Нисибине, а также отталкиваясь от надписи на триумфальной арке в Фессалонике, где Галерий назван «Персидским Великим, Армянским, Мидийским и Адиабенским», можно предположить[стиль], что военные действия он вёл в Армении и Мидии, а также в Адиабене, которая территориально примыкала к Нисибину.

### Нисибинский мир
Нарсе послал Аффарбана, которому он доверял, к Галерию, чтобы передать ему своё желание мира и подчинения, и единственно попросил, чтобы его дети и жёны были возвращены ему. Таким образом Нарсе был вынужден пойти на невыгодный для Ирана мирный договор — так называемый Нисибисский мир сроком на 40 лет. Пётр Патрикий — единственный сохранившийся автор, рассказывающий о переговорах и окончательном мирном договоре. Тем не менее, имеющиеся отчёты не дают подлинного договора, а лишь пять важных пунктов в сжатой форме. Для заключения мира римляне выдвигали следующие условия: передача им областей Ингилены, Софанены, Арзанены, Кордуэны и Забдицены, расположенных между Армянским (Восточным) Тавром и верховьями Тигра, получение ими права назначать правителей Иберии, разделение Армении с установлением границы по крепости Зимфа (Ζίνθα, это название встречается только во фрагменте труда Петра Патриция, вследствие чего идентификация крепости затруднительна) и введение особого режима торговли между двумя державами, при котором единственным её центром становился Нисибин. Поспорив немного насчёт пункта о Нисибине (речь шла о поборах с купцов, то есть о доходах, которые теперь доставались римлянам), Нарсе в конечном счёте принял все их условия. Победа над Нарсе дала римлянам возможность вернуть прежнюю границу по Тигру, называемую у римского историка Секста Руфа (писал около 369 года) «восстановленной», а также утвердиться в Армении, правителями которой были назначены ставленники императора. В то же время римляне укрепляли границы и на других участках. Согласно хронике Иисуса Столпника, в 609 году селевкидской эры (297/298) римляне отстроили Нисибин. В верхнем течении Евфрата при Диоклетиане была отстроена крепость Киркесий, укреплялись также границы Сирии.
Армения, где был восстановлен в качестве царя Трдат III, получила также земли Атропатены,  вероятно, южнее озера Урмия, что было частью соглашения. После заключения мира, Нарсе была возвращена его семья из Антиохии, где римляне удерживали её в плену. Празднуя победу над персами, старшие императоры-августы Диоклетиан и Максимиан Геркулий устроили триумфальный въезд в Рим, проведя в процессии тринадцать слонов. 
На востоке Диоклетиан оставался и после заключения мира, подписанного, вероятно, в начале 299 года. В течение нескольких лет он восстанавливал и расширял лимесную систему и строил крепости и лагеря во вновь приобретённых землях, были реорганизованы также мобильная армия и пограничные войска. В этот бурный для Ирана период правящая верхушка Армении, группировавшаяся вокруг Аршакидского дома, всё больше и больше ориентируется в своей политике на Римскую империю. Трдат III вводит в Армении христианство как государственную религию.
В 300 или 301 году Нарсе, находящийся уже в довольно преклонном возрасте, вероятно, отрёкся от престола под давлением недовольной его правлением аристократической группировки и передал власть своему сыну Ормизду II. Однако считать Нарсе главным виновником бед, обрушившихся в годы его царствования на державу Сасанидов, было бы неверно. Все происходившее в это время во многом являлось итогом разрушительного для Иранского государства двадцатилетнего пребывания у власти его предшественников, и исправить положение одному Нарсе за тот короткий срок, который он находился на троне, вряд ли было под силу.

### Семья
Из семьи Нарсе известны и засвидетельствованы в надписях четыре члена: две жены, Шапурдохтаг, царица саков и Нарсехдот, госпожа саков; наследный царевич сын Нарсе Ормизд II; и дочь Нарсе Хормозд(д)охтаг.
Правление Нарсе, представляет собой в части хронологии наибольшую проблему. Евтропий (умер после 387 года), а затем и Павел Орозий (умер в 418 году или позднее) связывают установление в Риме тетрархии (1 марта 293 года) с натиском противников империи, в том числе и с наступлением Нарсе на востоке. Но поздней осенью и зимой боевые действия обычно не велись. Значит, это утверждение может быть правильным только если Нарсе пришёл к власти не позднее лета 292 года. Но такое допущение противоречило бы хронологии и предыдущих, и последующих времён. Вероятно, рассматриваемый фрагмент труда Евтропия, который с небольшими изменениями повторяется у Орозия, призван показать, что на момент установления тетрархии Рим окружали многочисленные враги. Если такова была цель Евтропия, не исключено, что упоминание о войне с Нарсе, начавшейся позднее, было произвольно перенесено на более раннее время, чтобы царь встал в один ряд с другими врагами Рима. Столь же неоднозначны сведения и о протяжённости правления Нарсе. Согласно выпискам Сергия, приведённым у Агафия Миринейского, Нарсе и его сын Хормузд II правили по 7 лет и 5 месяцев каждый. Такое совпадение показалось Агафию Миринейскому странным, и сведения Сергия он снабдил следующим комментарием: «Может показаться удивительным, что и тому, и другому было отмерено совершенно одинаковое число лет и месяцев правления». В восточных источниках мы обнаруживаем другие данные. Утверждение о том, что Нарсе правил 7 лет и 5 месяцев, встречается только в «Собрании историй и рассказов», где оно соседствует с более распространёнными указаниями на 7 лет и 9 лет. В основном восточные авторы полагают, что Нарсе правил 9 лет.
Спорными остаются и важнейшие вехи царствования Нарсе — даты войны против Рима. Наиболее известна датировка «Пасхального хроникона», из текста которого можно заключить, что[стиль] римляне одержали победу над Нарсе на третьем году 269-й Олимпиады, то есть в 297/298 году. Для автора «Пасхального хроникона» год начинался 1 сентября. С другой стороны, согласно «Сииртской хронике» Нарсе вступил на престол на девятом году правления Диоклетиана (начало 293 года, кажется[стиль], удовлетворяет этому условию), а на пятом году своего царствования начал войну с Римом, закончившуюся поражением. Если Нарсе пришёл к власти в начале февраля 293 года, то пятый год его царствования приходится на время с 13 сентября 296 по 12 сентября 297 года. Это вполне соответствует историческому контексту. Нарсе сражался с римлянами не раз. Наиболее важными событиями этих войн были вторжение Нарсе в Сирию и состоявшийся вскоре после этого неудачный поход в Армению, о котором фактически говорится в «Пасхальном хрониконе». Маловероятно, чтобы Нарсе, который, судя по сведениям той же «Сииртской хроники», правил в пожилом возрасте, мог в течение одного года предпринять два масштабных похода на разных направлениях. Поэтому Нарсе предпринял поход в Сирию весной-летом 297 года, а через год потерпел поражение в Армении. Хотя в некоторых источниках войны Нарсе против Рима относятся к периоду 300‒304 годов, предложенные датировки вступления Нарсе на престол (начало февраля 293 года) и начала его большой войны против Рима (весна‒лето 297 года) представляются наиболее правдоподобными[стиль], так как только они соответствуют временным вехам более поздних периодов.
| Сасаниды                   |                                                              |                     |
| Предшественник: Бахрам III | шахиншах Ирана и не-Ирана 292/293 — 300/301 (правил 7/9 лет) | Преемник: Ормизд II |